# فنوآریوو آتسینانانا
فنوآریوو آتسینانانا (به لاتین: Fenoarivo Atsinanana) یک منطقهٔ مسکونی در ماداگاسکار است که در آنالانجیروفو واقع شده‌است. فنوآریوو آتسینانانا ۲۲٫۹ کیلومتر مربع مساحت و ۴۱٬۷۳۴ نفر جمعیت دارد.